# Республіканська партія Албанії
Республіканська партія Албанії (алб. Partia Republikane e Shqipërisë) — консервативна політична партія Албанії.
У червні 2001 року на парламентських виборах партія входила до блоку партій «Союз за перемогу» (Bashkimi për Fitoren), який очолила Демократична партія Албанії, та який отримав 37.1% голосів і 46 депутатських мандатів. На виборах у липні 2005 року Республіканська партія здобула 11 місць у парламенті, що перетворило її на третю політичну силу Албанії після демократів та соціалістів. 
На останніх виборах президента країни республіканці підтримали кандидатуру Баміра Топі